# Два бигха земли
«Два бигха земли» (хинди दो बीघा ज़मीन, Do Bigha Zamin) — индийский фильм режиссёра и продюсера Бимала Роя в оригинале на языке хинди, вышедший в прокат в 1953 году. В главных ролях — Балрадж Сахни и Нирупа Рой. Фильм о тяжелой, беспросветной судьбе индийского крестьянина, вынужденного отправиться в Калькутту на заработки. На его создание Роя вдохновила картина итальянского режиссёра Витторио де Сики 1948 года «Похитители велосипедов», показанная на 1-м международном кинофестивале в Мумбаи.
По результатам проката фильм заработал статус «полу-хит». Умеренно успешный в коммерческом плане, он получил множество похвал от критиков и награды на кинофестивалях в Каннах и Карловых Варах, а также стал первым лауреатом Filmfare Award за лучший фильм.
Был показан в СССР в 1954 году в рамках первых фестивалей индийского кино в Москве и Ташкенте.
В 2014 году «Два бигха земли» демонстрировался на фестивале Il Cinema Ritrovato в Болонье в числе 8 культовых индийских фильмов, чьи копии требовали реставрации
.

## Сюжет
Тхакур Харнам Сингх, владелец почти всех земель в округе, решил построить фабрику. Однако выполнению этой затеи мешает небольшой клочок земли площадью в два бигха, вклинивающийся в его владения и принадлежащий трудолюбивому крестьянину Шамбху. Тхакур предлагает ему продать землю, но Шамбху отказывается, так как земля — единственное за счёт чего он живёт. Тхакур решает взыскать землю в счёт старого долга крестьянина. Чтобы погасить долг Шамбху продает украшения своей жены, но бухгалтер Тхакура подделывает счета, и вместо 65 рупий Шамбху оказывается должен 235. Он обращается в суд, но проигрывает его. Судья обязывает его погасить долг в течение трех месяцев, иначе земля будет продана.
Чтобы заработать нужную сумму Шамбху вместе со своим сыном едет в Калькутту. В городе никто не торопится помогать им. Ночуя на улицах, они теряют последние деньги. Наконец, Шамбху удается получить работу в качестве рикши. Его сын Канхайя помогает отцу, работая чистильщиком обуви. Чем больше проходит времени, тем решительнее становится Шамбху в желании собрать нужную сумму. Видя настрой отца, Канхая пытается добыть денег присоединившись к карманникам. Однако это не нравится Шамбху, и они с сыном ссорятся. Тем временем Паро, жена Шамбху, обеспокоенная долгим отсутствием вестей от мужа, решает поехать к нему в город. В Калькутте один человек говорит ей, что знает её мужа, но вместо ожидаемой помощи пытается её ограбить. Убегая от него, Паро попадает под машину. Чтобы отправить её в больницу, люди останавливают рикшу, которым оказывается Шамбху.
Между тем Канхая решается и крадет деньги у одной женщины. Вернувшись в трущобы, где они с отцом нашли прибежище, он узнает о состоянии своей матери. Решив, что это наказание за его преступление, он рвет краденные деньги. Однако на лечение Паро нужны средства, и Шамбху вынужден потратить всё, что заработал за три месяца.
Семья возвращается в деревню. Так как долг не был выплачен, то земля была продана с аукциона, и на ней начинается строительство фабрики. Шабху пытается взять на память хотя бы кусок своей земли, но ему не дают даже этого.

## В ролях
- Балрадж Сахни — Шамбху Мехето, крестьянин
- Нирупа Рой — Парвати «Паро» Мехето, жена Шамбху
- Нана Палсикар[англ.] — Дхангу Мехето, отец Шамбху
- Раттан Кумар — Канхая Мехето, сын Шамбху и Паро
- Мурад — тхакур Харнам Сингх
- Мина Кумари — тхакурани
- Насир Хуссэйн[англ.] — рикша
- Мехмуд[англ.] — Притам
- Джагдип — Лалу Устад, чистильщик обуви
- Раджьялакшми — Найябджи
- Кришнакант — судья

## Производство
На создание «Двух бигхов земли» Роя вдохновила картина итальянского режиссёра Витторио де Сики 1948 года «Похитители велосипедов», показанная на 1-м международном кинофестивале в Мумбаи.
Фильм основан на повести Rickshawalla Салила Чаудхари, который выступал в качестве композитора в другом фильме Роя «Замужем», снимавшемся в то же время. Название картина получила по знаменитой поэме Рабиндраната Тагора (бенг. Dui Bigha Jomi). Изначально Бимал планировал снять в главной роли Джайраджа или Трилока Капура, в то время как ему советовали Насира Хуссэйна, однако в итоге пригласил Балраджа Сахни, увидев его в фильме «Светильник должен гореть» (Hum Log, 1951). Его выбор был встречен скептически, так как Сахни, проведший военные годы за работой на BBC в Лондоне, был довольно образованным, выглядел скорее как европеец и не был похож на бедного крестьянина. Чтобы лучше подготовиться к роли, актёр похудел и некоторое время работал в качестве рикши. В итоге он так вжился в образ, что новые коллеги принимали его за своего.
На главную женскую роль Бимал взял Нирупу Рой, до этого игравшую в основном богинь в кинолентах мифологического характера. В этом же фильме ей пришлось носить грязную дешевую одежду, купленную на Чор базар, и отказаться от использования косметики. Однако актриса нашла, что работать без макияжа легче; по её словам это был первый фильм, в котором ей не пришлось использовать глицерин в сценах плача. Мина Кумари, игравшая главную роль в фильме «Замужем», увидев несколько кадров из «Двух бигхов», также изъявила желание принять участие в съемках. Она появилась в небольшой роли в песне «Aaja ri aa».

## Саундтрек
Все тексты написаны Шайлендрой, вся музыка написана Салилом Чаудхари.
| №  | Название                             | Исполнители                     | Длительность |
| -- | ------------------------------------ | ------------------------------- | ------------ |
| 1. | «Aaja ri aa nindiya tu aa»           | Лата Мангешкар                  | 3:14         |
| 2. | «Ajab tori duniya ho mere raaja»     | Мохаммед Рафи                   | 3:16         |
| 3. | «Dharti kahe pukaar ke»              | Манна Дей, Лата Мангешкар и хор | 3:30         |
| 4. | «Hariyaala saawan dhol bajaata aaya» | Манна Дей, Лата Мангешкар и хор | 3:18         |

## Анализ, наследие
|  | Как бы мне хотелось, чтобы я сделал этот фильм! — Радж Капур |

«Два бигха земли» имел огромный успех и считался лучшим фильмом Индии вплоть до выхода картины «Песнь дороги» (1955) Сатьяджита Рая. Это серьезный, переходный фильм, который показал влияние итальянского неореализма на хиндиязычное кино, до этого ориентированное в основном на комедийные и приключенческие ленты. Рой не стал отступать ото всех традиций и включил в сюжет песенные и танцевальные номера, что позволило аудитории понять его фильм; в то же время новые натуралистические элементы подготовили почву для более бескомпромиссного и формально инновационного политического кино 1970-х годов. «Два бигха» можно поставить в один ряд с такими кинолентами, как «Город в долине» Четана Ананда и «Дети Земли» Ходжи Ахмада Аббаса (оба 1946).
Бимал Рой одним из первых отобразил в кино процесс миграции населения из феодально угнетенных и экономически истощенных деревень в города, вызванный появлением крупных заводов после обретения Индией независимости, вскрыв причины обстоятельств, которые погнали толпы нищих, голодных людей в джунгли больших городов.
Однако по сравнению с трагической судьбой крестьян в «Детях Земли» и «Обездоленных» (1950) личная трагедия Шамбху, на первый взгляд, выглядит частным случаем из жизни рядового крестьянина, не имеющим большого социального значения. Так рецензия в журнале Unity, выпускавшимся Ассоциацией народных театров (IPTA), обвинила Роя в «серьёзных идеологических упущениях», в частности в том, что «жизнь Ш. Мехто совершенно изолирована от жизни других крестьян в деревне». Однако процесс обезземеливания крестьян можно показать не только от общего к частному, но и на примере одного конкретного крестьянина.
В своем фильме Рой отклонился от популярной тенденции того времени — идеализирования «деревни» в отличие от «города», который выступал в роли обители порока. У Роя же деревня, откуда родом главные герои, является местом проявления голой алчности. История Шамбху, потерявшего землю по воле заминдара, вполне обыденна. По словам исполнителя главной роли Балраджа Сахни, один из рикш, которому он пересказал сюжет фильма, ответил ему, что пережил почти то же самое и оставался в Калькутте, зарабатывая на спасение своей земли в течение 15 лет. С другой стороны, Бимал Рой одинаково откровенен в своем представлении о жестокости городской жизни, показывая её черствость и безразличие. Единственными жителями города, которые проявляют какую-то человечность становятся недавние мигранты из деревни.
В популярном кино пятидесятых, кроме Роя, только Радж Капур и Гуру Датт изображали в своих фильмах судьбу одинокого человека в большом городе. Так «Два бигха земли» является одной из немногих в кино попыток посмотреть на город с точки зрения временного работника и городского пролетариата. Калькутта в фильме — город суровых тротуаров, трущоб и утомленных работой рикш. Картина продолжает тему, показанную Роем ранее в драме «На утренней дороге» (Udayer Pathe, 1944), который смело критиковал растущую поляризацию между рабочим классом Калькутты и её богатыми горожанами.
Одной из важных сцен фильма является эпизод, в котором богатый пассажир обещает герою хорошую плату, если тот догонит повозку с его возлюбленной. Шамбху выкладывается изо всех сил и выходит на один уровень с каретой, в которую запряжена лошадь. Рикша бежит босой, взмокший, часто вдыхая воздух, а параллельно ему точно также бежит конь. Тем временем пассажир в азарте размахивает руками, как будто хочет подстегнуть бегущего кнутом. Гонка является символом того, как город переводит трудолюбивого сельского жителя в состояние животного.
За более шести десятилетий почти ничего не изменилось в Индии, «Два бигха земли» остается актуальным и сегодня. Тысячи фермеров, лишившись своей земли, совершили самоубийство в Видарбхе и других частях штатов Махараштра, Андхра-Прадеш, Карнатака, Мадхья-Прадеш, Чхаттисгарх. Данные события возродили в кино тему бедственного положения индийских крестьян, забытую со времен выхода фильмов «Мать Индия» (1957) и Upkaar (1967), в картинах The Damned Rain, «Крестьяне» и «Жизнь Пипли».

## Награды
Индийские
- 1954 — Filmfare Award за лучшую режиссуру — Бимал Рой[21]
- 1954 — Filmfare Award за лучший фильм[21]
- 1954 — Почётная грамота Национальной кинопремии за лучший художественный фильм[22]

Международные
- 1954 — Международный приз Каннского кинофестиваля[23]
- 1954 — номинация на Золотую пальмовую ветвь Каннского кинофестиваля[23]
- 1954 — Приз за социальный прогресс на Кинофестивале в Карловых Варах[24][25]